# Architecturale akoestiek

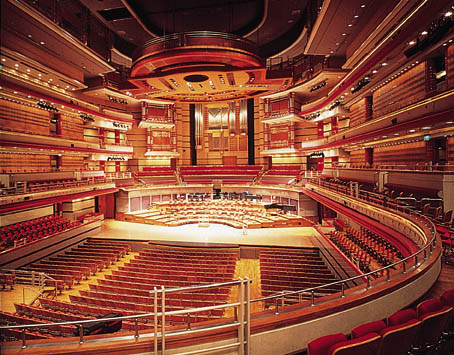
Symphony Hall, Birmingham, een voorbeeld van de toepassing van architecturale akoestiek.

Architectonische akoestiek (ook wel gebouwakoestiek genoemd) is de wetenschap en techniek van het bereiken van een goed geluid binnen een gebouw. De eerste toepassing van moderne wetenschappelijke methoden op architectonische akoestiek werd uitgevoerd door de Amerikaanse natuurkundige Wallace Sabine in de collegezaal van het Fogg Museum. Hij paste zijn nieuwe kennis toe op het ontwerp van Symphony Hall, Boston.
Bij architecturale akoestiek kan het gaan om het bereiken van een goede spraakverstaanbaarheid in een theater, restaurant of treinstation, het verbeteren van de kwaliteit van de muziek in een concertzaal of opnamestudio. Het kan ook gaan over het onderdrukken van lawaai, om kantoren en woningen productievere en aangenamere plekken te maken om in te werken en te leven.

## Huidenvelop opbouwen
Deze discipline analyseert de geluidsoverdracht van de buitenschil van het gebouw naar het interieur en vice versa. De belangrijkste geluidstransmissiepaden zijn daken, dakranden, muren, ramen en deuren. Voldoende controle garandeert de functionaliteit van de ruimte en is vaak vereist op basis van het gebruik van het gebouw en de lokale gemeentelijke codes. Een voorbeeld hiervan is het maken van een geschikt ontwerp voor een huis dicht bij een drukke snelweg, of onder de vliegroute van een grote luchthaven, of van de luchthaven zelf.

## Geluidsbeheersing tussen ruimtes
Bij de geluidsbeheersing tussen ruimtes beperkt en/of beheerst men de geluidsoverdracht van de ene gebouwruimte naar de andere, om de functionaliteit van de ruimte en de spraakprivacy te garanderen. De typische geluidstransmissiepaden zijn plafonds, scheidingswanden, akoestische plafondpanelen (zoals houten verlaagde plafondpanelen), deuren, ramen, flanken, luchtkokers en andere doorvoeringen. Technische oplossingen zijn afhankelijk van de bron van het geluid en het akoestische transmissiepad, bijvoorbeeld geluid door stappen of geluid door (lucht-, water-,) stromingstrillingen. Een voorbeeld hiervan is het voorzien van een passende scheidingswand in een appartementencomplex, om de onderlinge overlast door geluid door bewoners van aangrenzende appartementen te minimaliseren.
Geluidsbeheersing tussen ruimtes kan een andere vorm aannemen, als het gaat om akoestiek in Europese voetbalstadions. Eén doel van de stadionakoestiek is om het publiek zo luid mogelijk te maken. Door het helpen reflecteren van geluid ontstaat er meer weerkaatsing en een hoger decibelniveau in het hele stadion. Veel openluchtvoetbalstadions hebben bijvoorbeeld daken boven de ventilatorsecties die meer galm en echo creëren, waardoor het algemene volume in het stadion toeneemt.

## Akoestiek van de binnenruimte

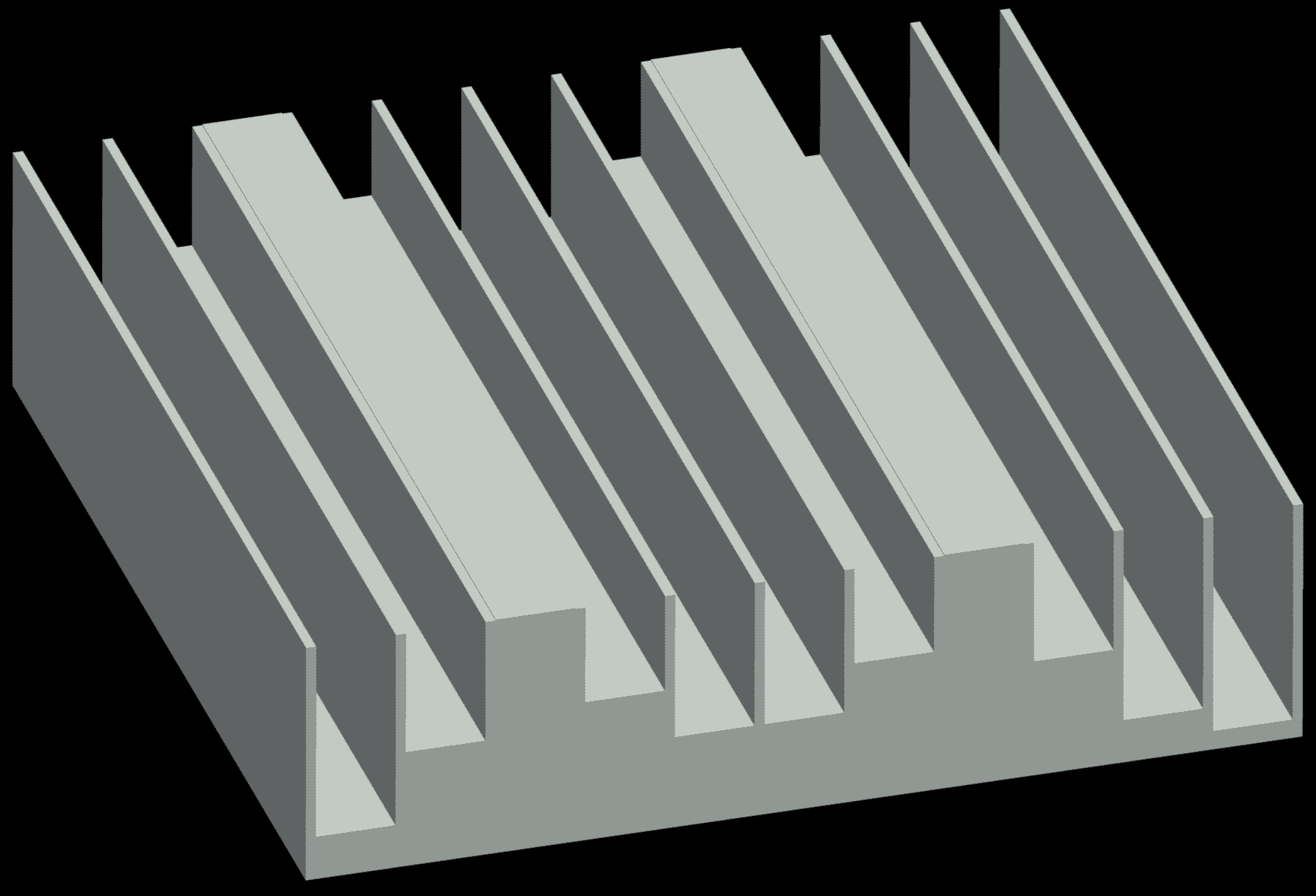
In sommige ruimtes worden diffusers gebruikt die het geluid verspreiden om de akoestiek te verbeteren

De akoestiek van de binnenruimte is de discipline van het beheersen van de oppervlakken van een kamer, op basis van geluidsabsorberende en reflecterende eigenschappen. Een te hoge nagalmtijd, die kan worden berekend, kan leiden tot een slechte spraakverstaanbaarheid.

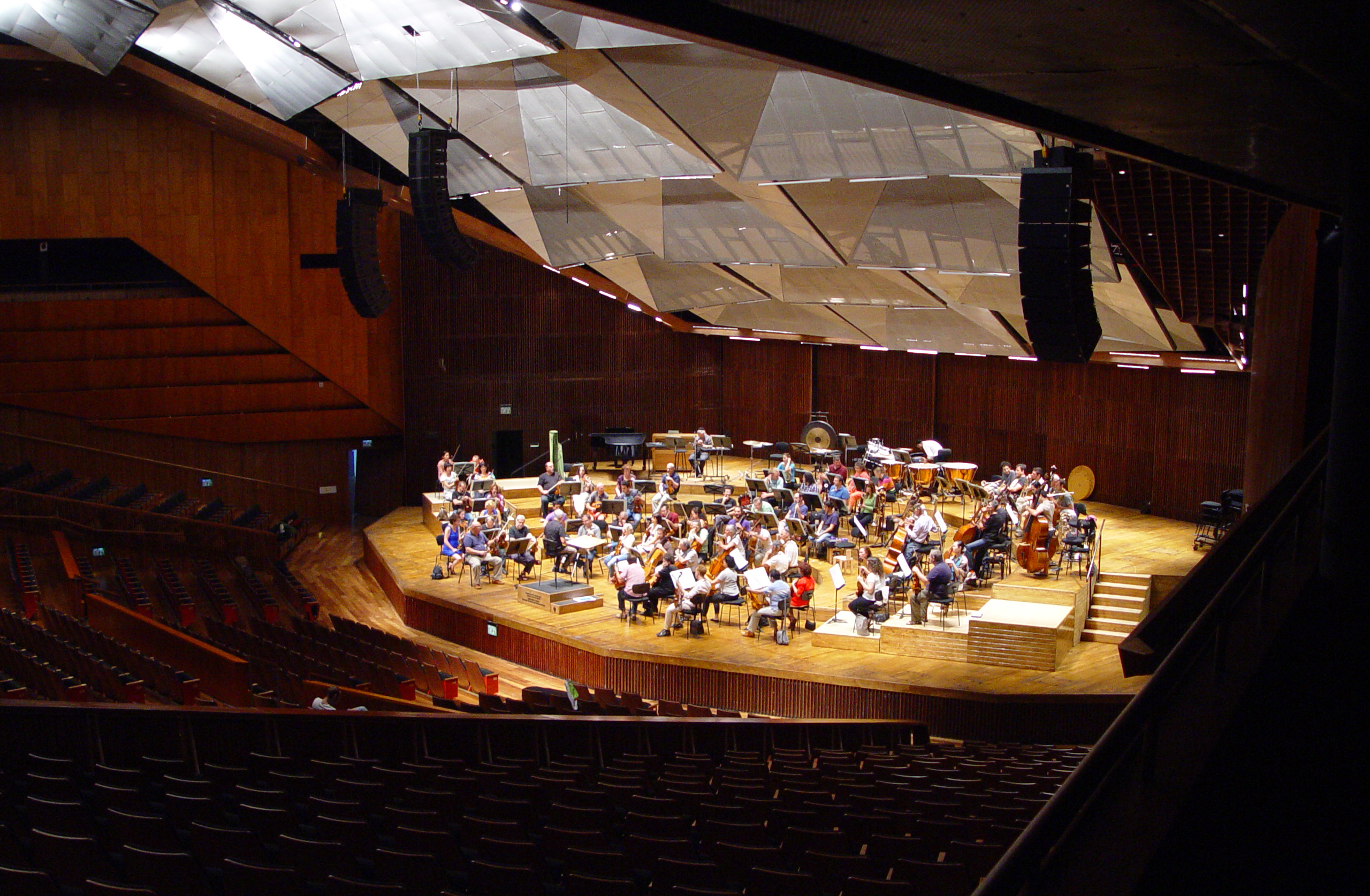
Het plafond van de concertzaal van Culture Palace (Tel Aviv) is bedekt met geperforeerde metalen panelen.

Geluidsreflecties creëren staande golven. Deze produceren natuurlijke resonanties die als prettig of hinderlijk kunnen worden gehoord. Reflecterende oppervlakken kunnen in een hoek worden geplaatst en op elkaar worden afgestemd, om een goede geluidsdekking te bieden aan een luisteraar in een concertzaal. Om dit concept te illustreren, kan men kijken naar het verschil tussen een moderne, grote kantoorvergaderruimte of collegezaal en een traditioneel klaslokaal met uitsluitend harde oppervlakken.

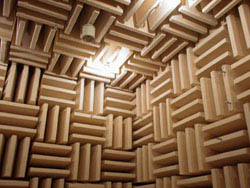
Een dode kamer, die gebruik maakt van akoestische absorptie om de dode ruimte te creëren.

Het interieuroppervlak van gebouwen kan uit veel verschillende materialen en afwerkingen worden vervaardigd. Ideale akoestische panelen zijn panelen zonder een oppervlak of afwerkingsmateriaal dat de akoestische vulling of ondergrond verstoort. Met textiel beklede panelen zijn een manier om de akoestische absorptie te verhogen. Geperforeerd metaal vertoont ook geluidsabsorberende eigenschappen.  Afwerkingsmateriaal wordt gebruikt om het akoestische substraat te bedekken. Mineraalvezelplaat, of micore, is een veelgebruikt akoestisch substraat. Afwerkingsmaterialen bestaan vaak uit stof, hout of akoestische tegels. Er kan stof rond substraten worden gewikkeld om een zogenaamd "geprefabriceerd paneel" te creëren, dat vaak een goede geluidsabsorptie biedt als het op een muur wordt gelegd.
Er zijn vier manieren om de akoestiek op de werkplek te verbeteren en geluidsproblemen op de werkplek op te lossen: de ABCD’s.
- A = Absorberen (via gordijnen, tapijten, plafondtegels, etc.)
- B = Blokkeren (via panelen, wanden, vloeren, plafonds en indeling)
- C = Cover-up (achtergrondgeluidsniveaus en spectra) (via maskeergeluid)
- D = Diffuus verspreiden (zorgt ervoor dat de geluidsenergie zich verspreidt door in vele richtingen te stralen)

## Geluid van mechanische apparatuur
Geluidsbeheersing in gebouwen is de discipline van het beheersen van geluid geproduceerd door:
- HVAC-systemen (verwarming, ventilatie, airconditioning).
- Liften
- Elektrische generatoren die in of aan een gebouw zijn geplaatst
- Elk ander onderdeel van de infrastructuur van een gebouw dat geluid uitzendt.

Onvoldoende beheersing kan leiden tot verhoogde geluidsniveaus in de ruimte. Dit kan hinderlijk zijn en de spraakverstaanbaarheid kan verminderen. Typische verbeteringen zijn trillingsisolatie van mechanische apparatuur en geluidsdempers in kanalen. Geluidsmaskering kan ook worden gecreëerd door HVAC-ruis aan te passen tot een vooraf bepaald niveau.